# Edwin Sutermeister
Edwin Sutermeister (* 29. November 1876 in den Vereinigten Staaten; † 30. Juli 1958) war ein US-amerikanischer Chemiker, der für seine Forschung über Papierherstellung bekannt ist.
Sutermeisters Eltern waren Harriet Georgianna Davenport (1843–1933) und Emanuel Sutermeister (1851–1909), ein Florist Schweizer Herkunft. Edwin Sutermeisters Schwester war die Fotografin Margaret Sutermeister (1875–1950). 1903 heiratete er Bertha Marie Babb, mit der er zwei Töchter hatte.
Sutermeister promovierte und arbeitete langjährig als Forschungschemiker bei der Papierfabrik SD Warren Co. in Westbrook (Maine). Er arbeitete als „expert“ bei der Forstverwaltung der Vereinigten Staaten und danach beim United States Forest Laboratory der Universität von Wisconsin.
Sutermeisters Bücher Chemistry of Pulp and Paper Making (1920) und Casein and its industrial applications (1927) wurden mehrmals aufgelegt. Auf Deutsch gab Ernst Brühl 1932 das Buch Das Kasein: Chemie und technische Verwertung heraus.

## Veröffentlichungen (Auswahl)
- Chemistry of Pulp and Paper Making. New York: Wiley, 1920. OCLC 1041799556
- Casein and its industrial applications. New York: The Chemical Catalog Company, Inc., 1927.

- Ernst Brühl (Hrsg.): Das Kasein: Chemie und technische Verwertung. Berlin/Heidelberg: Springer, 1932. doi:10.1007/978-3-662-29218-1

- The story of papermaking. Boston: S.D. Warren, 1954.